# 485 (số)
485 (bốn trăm tám mươi lăm) là một số tự nhiên ngay sau 484 và ngay trước 486.